# Gesägte Flachschildkröte
Die Gesägte Flachschildkröte Homopus signatus (Gmelin, 1789) ist eine Landschildkröte aus der Gattung der Flachschildkröten. Sie gilt als die kleinste rezente Schildkrötenart. Der deutsche Name bezieht sich auf ihren flachen Rückenpanzer, der besonders bei der Nominatform am Hinterrand stark gezackt ist. Ihr Lebensraum sind felsige Halbwüsten im westlichen Südafrika. Gefährdet ist die Gesägte Flachschildkröte vor allem durch ihre räumliche Begrenzung auf ein relativ kleines Verbreitungsgebiet, das zunehmend durch Klimawandel und ausbleibende Regenfälle bedroht ist.

## Merkmale
Homopus signatus ist eine auffallend kleine Schildkröte mit einem für Landschildkröten ungewöhnlich flachen Panzer, eine Anpassung an die Lebensweise in schmalen Felsspalten. Die Rückenschilde wirken teilweise in der Mitte eingedrückt und sind am hinteren Rand gezackt. Die Tiere weisen eine sandfarbene, bräunlich- bis orangerote Grundfärbung auf, mit dunkleren Sprenkeln, die teilweise strahlenförmig angeordnet sind. Die Carapaxlänge liegt bei Männchen der Nominatform im Mittel bei 7–8 Zentimetern (mindestens 5 cm), bei Weibchen bei 8–9 Zentimetern (maximal 11 cm). Die Art weist einen ausgeprägten Geschlechtsdimorphismus auf. Neben der im Mittel kleineren Größe bzw. unterschiedlichen Färbung, Zeichnung und Form des Rückenpanzers erkennt man geschlechtsreife Männchen am konkaven Bauchpanzer und am längeren, im Ansatzbereich dickeren Schwanz.

## Taxonomie
- Originalname: Testudo signata
- Namensherkunft: Homo (gr) gleich, pous (gr) Fuß, signatus (lat) gezeichnet
- Erstbeschreibung: Gmelin, J.F. (1789): Caroli a Linné, Systema Naturae per regna tria naturae, secundum classes, ordines, genera, species, cum characteribus, differentiis, synonymis, locis. Editio Decima Tertia, Aucta, Reformata. Tomus I. Pars III. Lipsiae [Leipzig]: G.E. Beer, Ed. 13, 1(3):1033-1516

Hofmeyer et al. haben 2016 vorgeschlagen, Homopusarten mit fünf Zehen an den Vorderbeinen (H. signatus, H. boulengeri und H. solus) in eine eigene Gattung, Chersobius, zu stellen.

## Lokalformen
Derzeit werden keine eigenständigen Unterarten bei Homopus signatus anerkannt, es gibt aber signifikante morphologische Unterschiede zwischen nördlichen und südlichen Populationen:

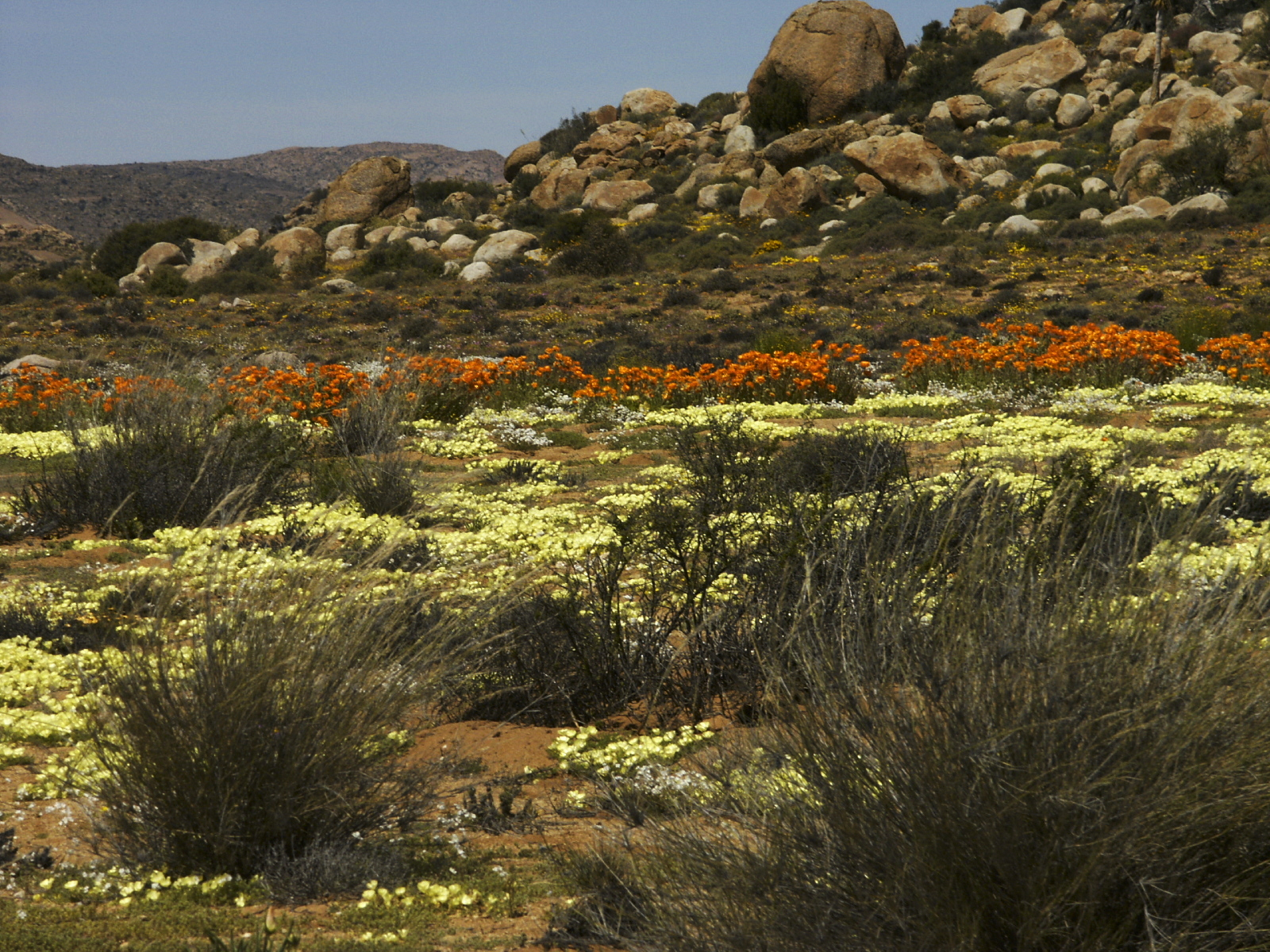
Frühling im Habitat von Homopus signatus

Nördliche Form, vormals Homopus signatus signatus (Gmelin, 1789). Der Rückenpanzer der nördlichen Tiere weist tiefe Furchen zwischen den Schilden auf, mit teilweise eingesunkenen Areolen. Die Grundfarbe des Panzers ist beige bis bräunlich mit großen dunklen Flecken.
- Biotop: semiaride, felsige Gebiete mit heißen, trockenen Sommern und unregelmäßigen, geringen Niederschlägen im Winter, überwiegend sukkulente Vegetation (Succulent Karoo).
- Habitat: Namaqualand im nordwestlichen Südafrika, vom Orange River an der Grenze zu Namibia im Norden bis Bitterfontein im Süden und von der Atlantikküste im Westen bis Calvinia im Osten, Vorkommen von Meereshöhe bis ca. 1000 m.
- Terra typica: Gegend um Springbok, Kapregion, Südafrika[4]

Südliche Form, vormals Homopus signatus cafer (Daudin, 1801). Diese Unterart ist etwas größer als die nördliche Form, vor allem aber ist sie an der rötlichen Grundfarbe und den feineren, meist strahlenförmig angeordneten, schwarzen Zeichnungselementen von Homopus signatus signatus zu unterscheiden. Darüber hinaus besitzt sie einen glatteren Panzer und weniger stark gezackte Randschilde. Sie besiedelt Gebiete mit etwas höheren Niederschlagsmengen als die Nominatform.
- Biotop: Sandsteinhügel (Koppies)
- Habitat: südliche Kapregion, von Piketberg bis Klawer
- Terra typica: Einzugsgebiet des Olifants River, Kapregion, Südafrika[4]

## Lebensweise
Homopus signatus lebt bevorzugt in der Nähe von Felsformationen, in deren Spalten die Tiere sich zum Schutz vor extremen Temperaturen und Fressfeinden zurückziehen. Durch ihre Färbung und Zeichnung sind sie sehr gut getarnt. Hauptnahrungspflanzen einer Population Gesägter Flachschildkröten in der Nähe von Springbok sind Oxalis spp., Leysera tenella und Crassula thunbergiana minutiflora.

## Fortpflanzung
Gesägte Flachschildkröten werden – wie andere Schildkröten auch – wachstumsabhängig geschlechtsreif, wenn sie etwa 70 % ihrer Endgröße erreicht haben. In der Natur dauert das meist 10–12 Jahre, unter Extrembedingungen noch länger. Aus Gefangenschaftshaltung wurde dagegen von ersten Eiablagen mit ca. 3,5 Jahren berichtet.
Die Eiablage erfolgt im Spätwinter und Frühling. Dabei wird eine sonnengeschützte Lage unter Vegetation für die Anlage der Nisthöhle bevorzugt. Das Gelege der Gesägten Flachschildkröte umfasst nur ein Ei, das etwa 4 cm mit Erde bedeckt wird. Im Mittel macht das Ei 8 %, in Extremfällen sogar bis zu 11 % des Körpervolumens des Weibchens aus. Obwohl die Eier hartschalig und unflexibel sind, haben sie einen größeren Durchmesser als der Beckenkanal. Dieser muss deshalb unter dem Einfluss von Hormonen für eine erfolgreiche Eiablage erweitert werden, ein für Schildkröten ungewöhnlicher Vorgang. Einzelne, große Eier zu legen ist vermutlich eine Anpassung an spärliche und sehr unregelmäßige Niederschläge im Biotop. Die Weibchen erhöhen mit mehreren 1-Ei-Gelegen pro Saison ihre Reproduktionschance gegenüber einem einzigen Gelege mit mehreren kleinen Eiern, denn es wird vermutet, dass große Schlüpflinge einen entscheidenden Vorteil in ihrer semiariden Umwelt haben. Die Zeitigungsdauer der Eier ist nur aus künstlicher Inkubation bekannt und wird mit 101 bis 145 Tagen angegeben.

## Gefährdung und Schutzstatus
Homopus signatus ist im Anhang II des Washingtoner Artenschutzabkommens und im Anhang B der Europäischen Artenschutzrichtlinien aufgeführt, d. h. Ausfuhr aus dem Herkunftsland und Import in die Europäische Gemeinschaft sind genehmigungspflichtig; Haltung und Zucht müssen der zuständigen Landesbehörde gemeldet werden. Bei Zuwiderhandlung drohen Strafen. Die Art war bis zur letzten Aktualisierung der IUCN Roten Liste bedrohter Arten innerhalb ihres Verbreitungsgebietes noch relativ stabil. Sie ist deshalb dort nur als gering gefährdet gelistet. Im South African Red Data Book dagegen gilt insbesondere die Unterart H. s. cafer als gefährdet. Dabei erweist sich neben dem üblichen anthropogenen Einfluss, Überweidung und Zerstörung der Landschaft, vor allem die Begrenzung der Gesägten Flachschildkröte auf ein kleines Verbreitungsgebiet und ihre Spezialisierung auf einen bestimmten Biotoptyp als problematisch, weil Halbwüsten in ganz besonderem Maße durch den Klimawandel und den dadurch bedingten Rückgang der Niederschlagsmenge bedroht sind.

## Haltung
Homopus signatus wird in Europa selten in Privathand gehalten, da die Republik Südafrika kaum Exportlizenzen vergibt. Eine Ausnahme stellt die private Homopus Research Foundation dar, die seit 1995 unter ihrem Leiter, Victor Loehr, ein Zuchtbuch für diese Art unter dem Dach der European Studbook Foundation führt. Im Jahr 2020 weist es einen Lebendbestand von 87 Gesägten Flachschildkröten inkl. 13 ein- bis zweijähriger Nachzuchten aus. Die Tiere sind bei Zoos und privaten Züchtern in verschiedenen europäischen Ländern eingestellt, bzw. wurden von engagierten Haltern zu Zuchtzwecken beim Zuchtbuch registriert.